# 阳光海岸 (西班牙)

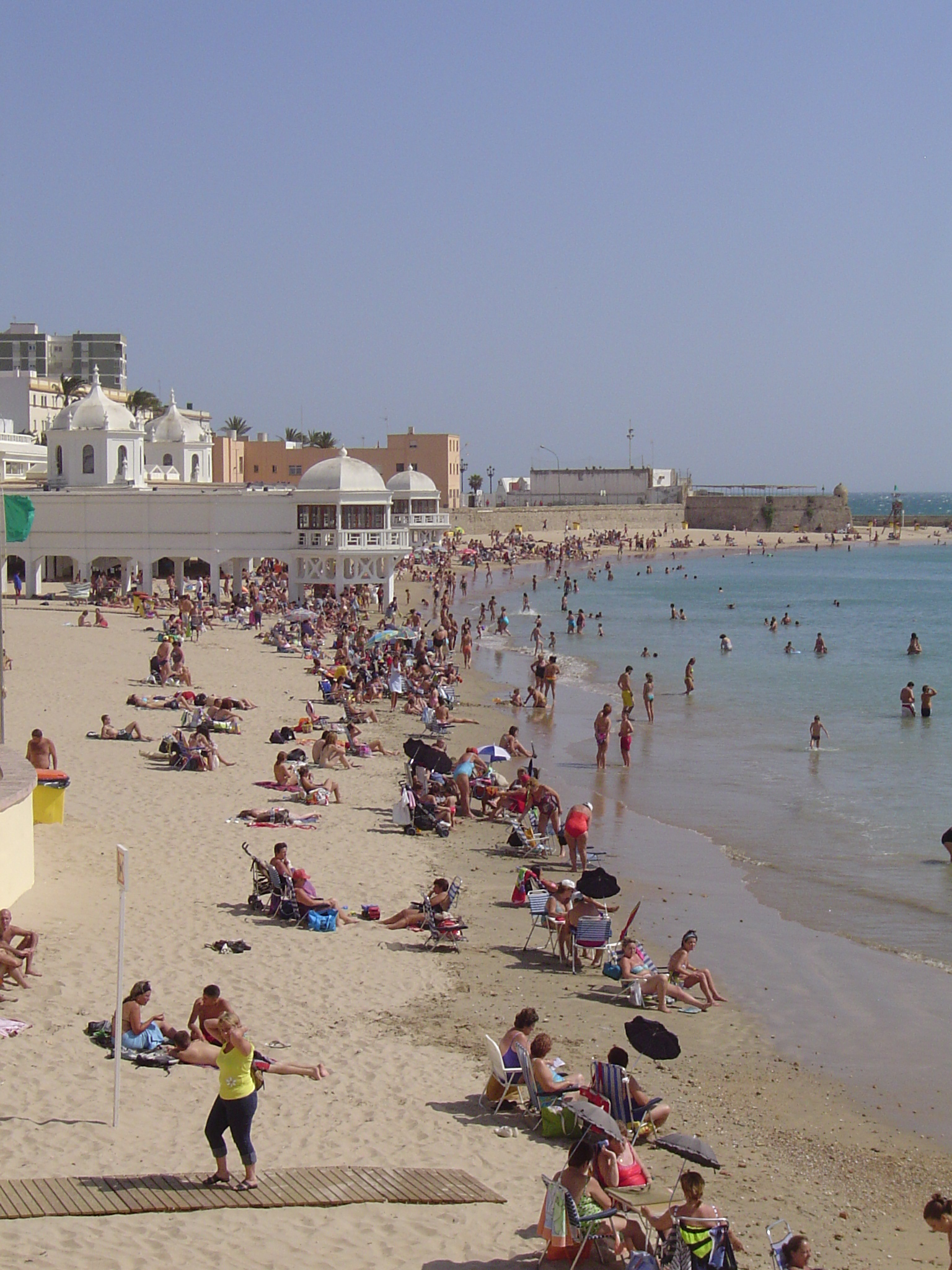
加的斯La Caleta海滩

阳光海岸（西班牙語：Costa de la Luz）是西班牙安达卢西亚濒临大西洋的海岸部分；它南起塔里法，沿着加的斯省和韦尔瓦省的海岸，向北到瓜迪亚纳河河口。
阳光海岸是西班牙人度假的热门地点，近年来法国和德国游客也大量增加。城市化和旅游业带来了经济增长，也引起了狂热的房地产投机和环境退化。  